# Кубок Федерации 2013
Кубок Федерации 2013 — 51-й по счёту розыгрыш наиболее престижного кубка среди сборных команд по теннису среди женщин.
Сборная Италии вернула себе титул сильнейшей команды турнира после двухлетнего перерыва.

## Мировая группа

### Сетка
|                            | Четвертьфиналы 9-10 февраля | Четвертьфиналы 9-10 февраля | Четвертьфиналы 9-10 февраля |                           |                           | Полуфиналы 20-21 апреля    | Полуфиналы 20-21 апреля    | Полуфиналы 20-21 апреля    |                            |                            | Финал 2-3 ноября        | Финал 2-3 ноября        | Финал 2-3 ноября        |                         |                         |
|                            |                             |                             |                             |                           |                           |                            |                            |                            |                            |                            |                         |                         |                         |                         |                         |
|                            |                             |                             |                             |                           |                           |                            |                            |                            |                            |                            |                         |                         |                         |                         |                         |
| Острава, Чехия - хард (i)  |                             |                             |                             |                           |                           |                            |                            |                            |                            |                            |                         |                         |                         |                         |                         |
|                            | 1                           | Чехия                       | 4                           |                           |                           |                            |                            |                            |                            |                            |                         |                         |                         |                         |                         |
|                            |                             | Австралия                   | 0                           |                           |                           | Палермо, Италия — грунт    | Палермо, Италия — грунт    | Палермо, Италия — грунт    | Палермо, Италия — грунт    | Палермо, Италия — грунт    |                         |                         |                         |                         |                         |
|                            |                             |                             |                             |                           | 1                         | Чехия                      | 1                          |                            |                            |                            |                         |                         |                         |                         |                         |
| Римини, Италия — грунт (i) | Римини, Италия — грунт (i)  | Римини, Италия — грунт (i)  | Римини, Италия — грунт (i)  |                           | 3                         | Италия                     | 3                          |                            |                            |                            |                         |                         |                         |                         |                         |
|                            |                             | США                         | 2                           |                           |                           |                            |                            |                            |                            |                            |                         |                         |                         |                         |                         |
|                            | 3                           | Италия                      | 3                           |                           |                           |                            |                            |                            |                            |                            | Кальяри, Италия — грунт | Кальяри, Италия — грунт | Кальяри, Италия — грунт | Кальяри, Италия — грунт | Кальяри, Италия — грунт |
|                            |                             |                             |                             |                           |                           |                            |                            |                            |                            |                            | 3                       | Италия                  | 4                       |                         |                         |
|                            | Москва, Россия — хард (i)   | Москва, Россия — хард (i)   | Москва, Россия — хард (i)   | Москва, Россия — хард (i) | Москва, Россия — хард (i) |                            |                            |                            |                            |                            | 4                       | Россия                  | 0                       |                         |                         |
|                            | 4                           | ' Россия                    | 3                           |                           |                           |                            |                            |                            |                            |                            |                         |                         |                         |                         |                         |
|                            |                             | Япония                      | 2                           |                           |                           | Москва, Россия — грунт (i) | Москва, Россия — грунт (i) | Москва, Россия — грунт (i) | Москва, Россия — грунт (i) | Москва, Россия — грунт (i) |                         |                         |                         |                         |                         |
|                            |                             |                             |                             |                           | 4                         | ' Россия                   | 3                          |                            |                            |                            |                         |                         |                         |                         |                         |
| Ниш, Сербия — хард (i)     | Ниш, Сербия — хард (i)      | Ниш, Сербия — хард (i)      | Ниш, Сербия — хард (i)      |                           |                           | Словакия                   | 2                          |                            |                            |                            |                         |                         |                         |                         |                         |
|                            |                             | Словакия                    | 3                           |                           |                           |                            |                            |                            |                            |                            |                         |                         |                         |                         |                         |
|                            | 2                           | Сербия                      | 2                           |                           |                           |                            |                            |                            |                            |                            |                         |                         |                         |                         |                         |

## Плей-офф Мировой группы
Четыре сборные, проигравшие в первом раунде Мировой группы (Австралия, Сербия, США и Япония) встречаются с четырьмя сборными-победителями Мировой группы II (Германия, Испания, Швейцария и Швеция).
Дата: 20-21 апреля.
| Город (покрытие)             |           | Счёт |               |
| ---------------------------- | --------- | ---- | ------------- |
| Штутгарт, Германия, грунт(i) | Германия  | 3-2  | Сербия (1)    |
| Делрей-Бич, США, грунт       | США (2)   | 3-2  | Швеция        |
| Кьяссо, Швейцария, грунт     | Швейцария | 1-3  | Австралия (3) |
| Барселона, Испания, грунт    | Испания   | 4-0  | Япония (4)    |

- Австралия, Германия, Испания и США переходят в 2014 году в турнир Мировой группы.
- Сербия, Швейцария, Швеция и Япония переходят в 2014 году в турнир 2-й Мировой группы.

## Мировая группа II
Дата: 9-10 февраля
| Город (покрытие)               |           | Счёт |              |
| ------------------------------ | --------- | ---- | ------------ |
| Берн, Швейцария, хард(i)       | Швейцария | 4-1  | Бельгия (1)  |
| Лимож, Франция, грунт(i)       | Франция   | 1-3  | Германия (2) |
| Аликанте, Испания, грунт       | Испания   | 3-1  | Украина (3)  |
| Буэнос-Айрес, Аргентина, грунт | Аргентина | 2-3  | Швеция (4)   |

- Германия, Испания, Швейцария и Швеция далее переходят в плей-офф Мировой группы за право выйти в Мировую группу
- Аргентина, Бельгия, Франция и Украина далее переходят в плей-офф Мировой группы II за право остаться в Мировой группе II

## Плей-офф Мировой группы II
Дата: 20-21 апреля
Четыре сборные, проигравшие в Мировой группе II (Аргентина, Бельгия, Франция и Украина) встречаются с четырьмя сборными-победителями региональных зон (Великобритания, Казахстан, Канада и Польша):
| Город (покрытие)               |             | Счёт |                    |
| ------------------------------ | ----------- | ---- | ------------------ |
| Коксейде, Бельгия, хард(i)     | Бельгия (1) | 1-4  | Польша             |
| Киев, Украина, грунт(i)        | Украина (2) | 2-3  | Канада             |
| Безансон, Франция, хард(i)     | Франция (3) | 4-1  | Казахстан          |
| Буэнос-Айрес, Аргентина, грунт | Аргентина   | 3-1  | Великобритания (4) |

- Сборные Франции и Аргентины сохраняют место в мировой группе 2 в 2014 году.
- Сборные Канады и Польши переходят в мировую группу 2 в 2014 году.
- Сборные Бельгии, Великобритании и Украины вылетают в первую группу евро-африканской региональной зоны в 2014 году.
- Сборная Казахстана вылетает в первую группу зоны Азия/Океания в 2014 году.

## Региональные зоны

### Зона Америка

#### Группа I
Место проведения: Country Club de Ejecutivos, Медельин, Колумбия, грунт
Дата: 6 — 9 февраля
Участвующие сборные

- Канада — переходит в Плей-офф Мировой группы II.
- Бразилия
- Колумбия
- Мексика
- Парагвай
- Венесуэла
- Перу — переходит в Группу II зоны Америка.
- Чили — переходит в Группу II зоны Америка.

#### Группа II
Место проведения: Maya Country Club, Санта-Текла, Сальвадор, грунт
Дата: 17 — 20 июля
Участвующие сборные

| - Багамские Острова — переходит в группу I Зоны Америка - Эквадор — переходит в группу I Зоны Америка - Бермудские Острова - Боливия - Коста-Рика - Доминиканская Республика - Сальвадор | - Гватемала - Гондурас - Ямайка - Панама - Пуэрто-Рико - Тринидад и Тобаго - Уругвай |

### Зона Азия/Океания

#### Группа I
Место проведения: Национальный теннисный центр, Астана, Казахстан, хард(i)
Дата: 6 — 9 февраля
Участвующие сборные

- Казахстан — переходит в Плей-офф Мировой группы II.
- Китай
- Китайский Тайбэй
- Республика Корея
- Таиланд
- Узбекистан
- Индия — переходит в Группу II зоны Азия/Океания.

#### Группа II
Место проведения: Национальный теннисный центр, Астана, Казахстан, хард(i)
Дата: 4 — 10 февраля
Участвующие сборные

- Индонезия — переходит в Группу I зоны Азия/Океания.
- Гонконг
- Иран
- Кыргызстан
- Малайзия
- Новая Зеландия
- Пакистан
- Филиппины
- Сингапур
- Туркменистан
- Вьетнам

### Зона Европа/Африка

#### Группа I
Место проведения: Municipal Tennis Club, Эйлат, Израиль, хард
Дата: 6 — 10 февраля
Участвующие сборные

- Великобритания — переходит в Плей-офф Мировой группы II.
- Польша — переходит в Плей-офф Мировой группы II.
- Австрия
- Беларусь
- Болгария
- Хорватия
- Венгрия
- Израиль
- Люксембург
- Нидерланды
- Португалия
- Румыния
- Словения
- Турция
- Босния и Герцеговина — переходит в Группу II зоны Европа/Африка.
- Грузия — переходит в Группу II зоны Европа/Африка.

#### Группа II
Место проведения: Bellevue Club, Улцинь, Черногория, грунт
Дата: 17 — 20 апреля
Участвующие сборные

- Латвия — переходит в группу I Зоны Европа/Африка
- Тунис — переходит в группу I Зоны Европа/Африка
- Финляндия
- Литва
- Черногория
- ЮАР
- Эстония — вылетает в группу III Зоны Европа/Африка
- Греция — вылетает в группу III Зоны Европа/Африка

#### Группа III
Место проведения: Terraten Club, Кишинёв, Молдова, грунт
Дата: 8 — 11 мая
Участвующие сборные

| - Египет — переходит в группу II Зоны Европа/Африка - Лихтенштейн — переходит в группу II Зоны Европа/Африка - Армения - Республика Кипр - Дания - Ирландия - Кения - Лесото | - Мадагаскар - Мальта - Молдова - Марокко - Намибия - Норвегия - Руанда |